# Rakovicius thailandicus
Rakovicius thailandicus är en skalbaggsart som beskrevs av Vladimir Balthasar 1965. Rakovicius thailandicus ingår i släktet Rakovicius och familjen Aphodiidae. Inga underarter finns listade i Catalogue of Life.